# Флаг Андорры-ла-Вельи

Флаг Андорры-ла-Вельи

Флаг Андорры-ла-Вельи — официальный флаг города Андорра-ла-Велья. Флаг представляет собой прямоугольник зелёного цвета, окаймлённый широким контуром жёлтого цвета. Между зелёным полем и жёлтой окантовкой помещена тонкая белая полоса. В центральной части флага расположены 3 неравнозначные вертикальные волнообразные полосы жёлтого и синего цветов. Зелёный цвет олицетворяет возрождение, молодость, свободу. Жёлтый цвет символизирует веру и справедливость, синий — милосердие и умиротворённость.